# Karel Hála
Karel Hála (2. října 1933 Hradec Králové – 6. července 2008 Praha ) byl český zpěvák. Na české scéně pop‑music působil již od 50. let 20. století až do své smrti. Je považován za jednoho z nejlepších českých swingařů druhé poloviny 20. století.

## Životopis
Po studiích na konzervatoři začínal jako muzikálový a operetní zpěvák v Armádní opeře, působil i v Hudebním divadle v Karlíně. Poté vystřídal celou řadu pražských scén, mimo jiné též v Divadle ABC, Rokoko a Apollo (spolupůsobení s Karlem Gottem). Zahrál si i několik epizodních rolí ve filmu, v několika českých filmech i zpíval. Za svůj život zpíval s mnoha předními českými tanečními orchestry, snad nejvýznamnější byla jeho spolupráce s Orchestrem Karla Vlacha a orchestrem Karla Krautgartnera a Miroslava Kefurta.
S bratry Vlastimilem a Kamilem Hálou, známými hudebníky a skladateli, nebyl příbuzný. Se svou vlastní rodinou měl údajně vztahy velmi špatné. Byl třikrát ženatý a měl několik dcer.

## Úmrtí
Přestože byl celoživotně silným kuřákem, neměl prakticky až do smrti žádné subjektivní zdravotní problémy. Zemřel náhle v pražské Nemocnici Na Homolce. Příčinou smrti bylo prasklé aneurysma břišní aorty. O této své těžké nemoci do poslední chvíle života nevěděl.[zdroj?]

## Zajímavosti
Od mládí byl holohlavý a žertem o sobě říkal, že je přírodní skinhead. O detailech jeho života pojednává díl seriálu Příběhy slavných ČT - Nakloněná rovina Karla Hály.